# 怀仁郡王
怀仁郡王，中国郡王封爵之一。

## 元朝
为诸王第六等封号，为银印龟纽王。
- 亦思丹，至大四年（1311年）封。

## 明朝
- 怀仁荣定王朱逊焴，代王朱桂、庶八子，1456年—1490年
- 怀仁安僖王朱仕㙩，朱逊焴、嫡二子，追封
- 怀仁恭和王朱成钯，朱仕㙩、嫡一子，1492年—1502年
- 怀仁温惠王朱聪淑，朱成钯、嫡一子，1504年—1517年
- 怀仁僖康王朱聪洌，朱成钯、嫡二子，1517年—1529年
- 怀仁庄简王朱俊榭，朱聪洌、嫡一子，1543年—1571年